# アララギ
『アララギ』（あららぎ）は、日本の短歌結社誌。1903年（明治36年）に伊藤左千夫をはじめとした正岡子規門下の歌人らが集まった根岸短歌会の機関誌『馬酔木』を源流とし、1908年（明治41年）に左千夫や蕨真一郎を中心に『阿羅々木』として創刊。翌年、島木赤彦が創刊した『比牟呂』と合併し、『アララギ』と改題された。

## 歴史
1908年9月に伊藤左千夫と蕨真一郎が呼びかけた「正岡子規七周忌歌会」の場で創刊が決められ、翌月に第1号が出版された。創刊号（1908年10月）、第2号（1909年1月）、第3号（同年4月）の1巻3号は福岡町（後に八日市場町、現・匝瑳市）の多田屋活版所で印刷された（山武市歴史民俗資料館所蔵）。
編集体制は当初左千夫を中心とし、古泉千樫、斎藤茂吉、石原純らが交替で編集にあたった。しかし編集主任であった千樫の編集体制のもとでは遅刊休刊が続き、左千夫が死去する直前の1913年（大正2年）には茂吉らとの内部分裂が深刻となり、休刊・廃刊も視野に入るほどの危機に陥った。茂吉は赤彦に窮状を訴え、業を煮やした赤彦が長野県から上京。編集発行人を一時的に千樫から茂吉に交代した。1914年（大正3年）6月より赤彦らと親交の深い岩波茂雄が経営する岩波書店にて販売取扱いを始めた。1915年（大正4年）2月に赤彦が編集発行人となり、3月1日より岩波書店が正式に発売所となる。赤彦は会計整理を決行し、会員であった画家・平福百穂の絵画頒布会の開催や会員増強策などを講じた。また茂吉の第一歌集『赤光』は、新傾向短歌の代表格として一躍『アララギ』の名を高め、発行部数の増加と歌壇の制覇に大きな貢献を果たした。赤彦門下の土田耕平、鹿児島寿蔵らにより堅実な写生主義が引き継がれたが作風は狭隘な形式化が進み、千樫や純、釈迢空らは『アララギ』を脱退して1924年（大正13年）に北原白秋、前田夕暮らとともに『日光』を創刊した。
1926年（大正15年）より茂吉が、1930年（昭和5年）より土屋文明が編集発行人となった。戦後は茂吉門下の佐藤佐太郎による『歩道』、文明門下の近藤芳美や岡井隆らによる『未来』、文明門下の高安国世による『塔』など、有力会員による分離独立が相次ぎ、その過程で『アララギ』本誌は相対的に影響力を落としていった。1993年（平成5年）、小市巳世司が編集発行人に就任。1997年（平成9年）12月終刊。これを不満とした同人たちの手により短歌誌が創刊された。宮地伸一、吉村睦人、雁部貞夫らによる『新アララギ』、大河原惇行による『短歌21世紀』、小市巳世司による『青南』、常磐井猷麿による『アララギ派』の四派に分かれ、それぞれ後継結社を名乗った。

## アララギ派・アララギ系
子規の短歌論を信奉し『アララギ』に拠った歌人たちをアララギ派と称する。写実的、生活密着的歌風を特徴とし、近代的な人間の深層心理に迫り、知性的で分析的な解釈をしている。アララギの系譜を引く結社全てを合わせると現在に到るまで歌壇の最大勢力である。1997年の『アララギ』の分裂に伴って『アララギ派』という結社誌が新たに創刊されたため、以降は、両者を区別するためアララギ系と言い換えるようになった。広義の意味でアララギ系に分類される結社には『新アララギ』、『短歌21世紀』、『未来』、『塔』、『歩道』などの全国結社のほか、『柊』、『林泉』、『群山』、『関西アララギ』等をはじめ多くの地方結社がある。

## 表紙
昭和10年代には、ヨーロッパの美術作品を毎号の表紙に使用していた。いずれも斎藤茂吉が留学中に収集したもので、茂吉自身による解説が付されていた。ヨーロッパ美術の日本への紹介という役割は大正期の「白樺」が有名であるが、昭和10年代においてはアララギが大きな役割を果たしていた。

## 主な歌人
- 石原純
- 伊藤左千夫（馬酔木創刊）
- 伊藤生更
- 今井邦子
- 梅村敏子
- 扇畑忠雄
- 大河原惇行（短歌21世紀）
- 大黒富治
- 大原寿恵子
- 鹿児島寿蔵
- 雁部貞夫
- 古泉千樫（アララギ退会）
- 河野愛子
- 小暮政次（短歌21世紀）
- 小谷心太郎
- 五味保義
- 近藤芳美(未来創刊)
- 斎藤茂吉
- 佐藤佐太郎(歩道創刊)
- 志田周子
- 柴生田稔
- 島木赤彦（比牟呂創刊）
- 清水房雄
- 釈迢空（アララギ退会）
- 杉浦翠子
- 杉浦明平
- 住友友成
- 高安国世（塔創刊）
- 土田耕平
- 土屋文明
- 徳田白楊
- 長塚節
- 中村憲吉
- 中村徳也
- 原阿佐緒
- 原知一
- 星野徹
- 結城哀草果
- 蕨真一郎
- 平福百穂
- 広野三郎
- 藤森朋夫
- 別所直樹
- 岡麓
- 細谷雄二
- 松井芒人
- 三ヶ島葭子（アララギ退会）
- 村山道雄
- 森山汀川
- 山口茂吉
- 吉田正俊
- 吉村睦人
- 渡辺直己
- 山宮允